# 강원특별자치도의 선거구
강원특별자치도의 선거구는 국회의원 선거구 8개, 도의원 선거구 40개로 이루어져 있으며 18개의 시·군의원 선거구도 존재한다.

## 국회의원 선거구
| 번호 | 선거구명                           | 관할 구역 |
| ---- | ---------------------------------- | --- |
| 1    | 춘천시·철원군·화천군·양구군 갑     | |
| 2    | 춘천시·철원군·화천군·양구군 을     | |
| 3    | 원주시 갑                          | 원주시 문막읍, 호저면, 지정면, 부론면, 귀래면, 중앙동, 원인동, 일산동, 학성동, 단계동, 우산동, 태장1동, 태장2동, 무실동 |
| 4    | 원주시 을                          | 원주시 소초면, 흥업면, 판부면, 신림면, 개운동, 명륜1동, 명륜2동, 단구동, 봉산동, 행구동, 반곡관설동                     |
| 5    | 강릉시                             | 강릉시 일원 |
| 6    | 동해시·삼척시                      | 동해시 일원, 삼척시 일원                                                                                                |
| 7    | 태백시·횡성군·영월군·평창군·정선군 | 태백시 일원, 횡성군 일원, 영월군 일원, 평창군 일원, 정선군 일원                                                         |
| 8    | 속초시·고성군·양양군,인제군        | 속초시 일원, 고성군 일원, 양양군 일원, 인제군 일원                                                                      |

## 도의원 선거구
| 번호 | 선거구명         | 관할 구역                                                                                        |
| ---- | ---------------- | ------------------------------------------------------------------------------------------------ |
| 1    | 춘천시 제1선거구 | 춘천시 남면, 남산면, 신동면, 동면, 동내면, 동산면, 강남동                                        |
| 2    | 춘천시 제2선거구 | 춘천시 석사동, 효자1동, 효자2동                                                                  |
| 3    | 춘천시 제3선거구 | 춘천시 후평1동, 후평2동, 후평3동, 효자3동, 교동                                                  |
| 4    | 춘천시 제4선거구 | 춘천시 신북읍, 북산면, 사북면, 서면, 근화동, 소양동, 신사우동, 약사명동, 조운동                  |
| 5    | 춘천시 제5선거구 | 춘천시 퇴계동                                                                                    |
| 6    | 원주시 제1선거구 | 원주시 문막읍, 지정면, 부론면, 귀래면, 호저면, 우산동                                            |
| 7    | 원주시 제2선거구 | 원주시 태장1동, 태장2동, 중앙동, 일산동, 원인동                                                  |
| 8    | 원주시 제3선거구 | 원주시 무실동, 단계동, 학성동                                                                    |
| 9    | 원주시 제4선거구 | 원주시 단구동                                                                                    |
| 10   | 원주시 제5선거구 | 원주시 소초면, 신림면, 판부면, 흥업면, 행구동, 반곡관설동                                        |
| 11   | 원주시 제6선거구 | 원주시 명륜1동, 명륜2동, 봉산동, 개운동                                                          |
| 12   | 강릉시 제1선거구 | 강릉시 성산면, 구정면, 강동면, 왕산면, 옥계면, 내곡동, 강남동                                    |
| 13   | 강릉시 제2선거구 | 강릉시 교1동, 교2동, 옥천동, 중앙동, 홍제동                                                      |
| 14   | 강릉시 제3선거구 | 강릉시 포남1동, 포남2동, 성덕동                                                                  |
| 15   | 강릉시 제4선거구 | 강릉시 주문진읍, 연곡면, 사천면, 경포동, 초당동, 송정동                                          |
| 16   | 동해시 제1선거구 | 동해시 송정동, 북삼동, 북평동, 삼화동                                                            |
| 17   | 동해시 제2선거구 | 동해시 부곡동, 동호동, 발한동, 묵호동, 망상동, 천곡동                                            |
| 18   | 태백시 제1선거구 | 태백시 황지동, 황연동, 삼수동                                                                    |
| 19   | 태백시 제2선거구 | 태백시 문곡소도동, 장성동, 구문소동, 철암동, 상장동                                              |
| 20   | 속초시 제1선거구 | 속초시 영랑동, 동명동, 금호동, 교동, 청호동                                                      |
| 21   | 속초시 제2선거구 | 속초시 노학동, 조양동, 대포동                                                                    |
| 22   | 삼척시 제1선거구 | 삼척시 도계읍, 하장면, 미로면, 신기면, 남양동, 성내동                                            |
| 23   | 삼척시 제2선거구 | 삼척시 원덕읍, 근덕면, 노곡면, 가곡면, 교동, 정라동                                              |
| 24   | 홍천군 제1선거구 | 홍천군 홍천읍, 북방면                                                                            |
| 25   | 홍천군 제2선거구 | 홍천군 화촌면, 두촌면, 내촌면, 서석면, 동면, 남면, 서면, 내면                                    |
| 26   | 횡성군 제1선거구 | 횡성군 횡성읍, 공근면, 서원면                                                                    |
| 27   | 횡성군 제2선거구 | 횡성군 우천면, 안흥면, 둔내면, 갑천면, 청일면, 강림면                                            |
| 28   | 영월군 제1선거구 | 영월군 영월읍 (영흥리, 하송리, 방절리, 문산리, 거운리, 삼옥리, 연하리), 상동읍, 중동면, 김삿갓면 |
| 29   | 영월군 제2선거구 | 영월군 영월읍 (흥월리, 팔괴리, 정양리, 덕포리), 북면, 남면, 한반도면, 주천면, 무릉도원면         |
| 30   | 평창군 제1선거구 | 평창군 평창읍, 미탄면, 방림면, 대화면                                                            |
| 31   | 평창군 제2선거구 | 평창군 봉평면, 용평면, 진부면, 대관령면                                                          |
| 32   | 정선군 제1선거구 | 정선군 정선읍, 화암면, 여량면, 북평면, 임계면                                                    |
| 33   | 정선군 제2선거구 | 정선군 고한읍, 사북읍, 신동읍, 남면                                                              |
| 34   | 철원군 제1선거구 | 철원군 철원읍, 동송읍                                                                            |
| 35   | 철원군 제2선거구 | 철원군 김화읍, 갈말읍, 서면, 근남면, 근북면, 근동면, 원남면, 원동면, 임남면                      |
| 36   | 화천군 선거구    | 화천군 일원                                                                                      |
| 37   | 양구군 선거구    | 양구군 일원                                                                                      |
| 38   | 인제군 선거구    | 인제군 일원                                                                                      |
| 39   | 고성군 선거구    | 고성군 일원                                                                                      |
| 40   | 양양군 선거구    | 양양군 일원                                                                                      |

## 같이 보기
- 대한민국의 선거구